# Histoire militaire des Afro-Américains pendant la guerre du Vietnam

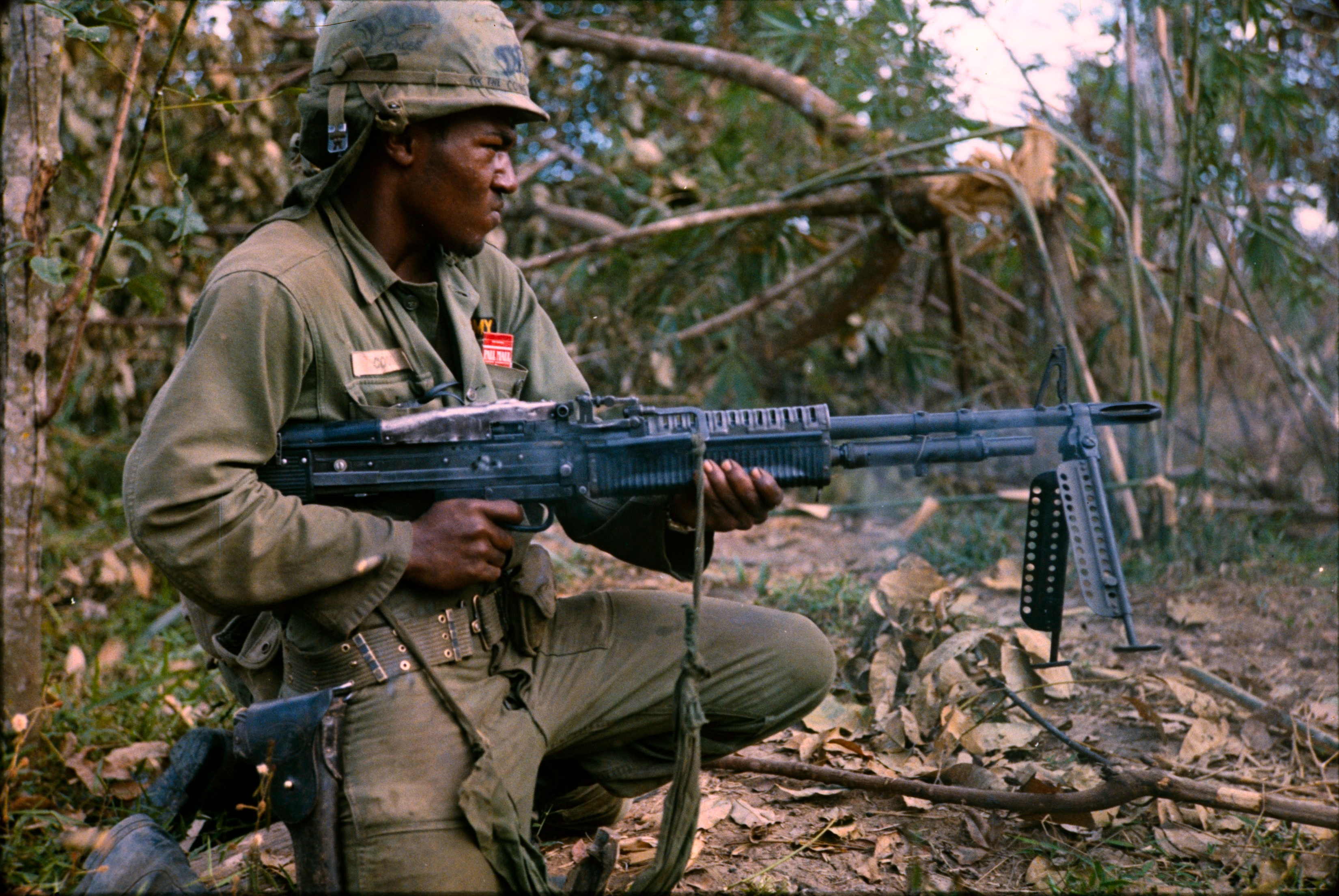
Un soldat de la 25e division d'infanterie balaye une ligne d'arbres avec une mitrailleuse M60 pendant l'opération Cedar Falls en 1967

Les Afro-Américains ont joué un rôle de premier plan dans la guerre du Vietnam. La guerre du Viêt Nam fut la première guerre américaine dans laquelle les troupes noires et blanches n'étaient pas formellement séparées bien qu'une ségrégation de facto eut toujours lieu malgré la promulgation différentes lois fédérales comme le Civil Rights Act de 1964, le Voting Rights Act de 1965 et le Civil Rights Act de 1968 prohibant toutes les lois et réglementations ségrégationnistes sur l'ensemble des États-Unis.

## Mobilisation
Les afro-américains étaient plus susceptibles d'être appelés à servir sous les drapeaux que les Américains blancs. Bien qu'ils représentaient 11 % de la population américaine en 1967, les Afro-Américains représentaient 16,3 % de tous les appelés du contingent. La majorité des Afro-Américains appelés du contingent n'étaient pas conscrit et 70 % des appelés afro-américains étaient exemptés de service militaire. Le "Project 100,000", qui contribua à accroître considérablement la présence de troupes américaines au Viêt Nam de 23,300 en 1965 à 465,600 deux ans plus tard, augmenta fortement le nombre de troupes afro-américaines enrôlées. En abaissant le niveau d'éducation requis, environ 40 % des 246 000 appelés étaient afro-américains. Certains militants américains ont émis l'hypothèse que l’implémentation incohérente du projet de mobilisation était une forme de génocide noir. Les Afro-Américains furent nettement sous-représentés au sein des conseils de révision à cette époque, aucun d'eux n'étaient inclus dans ceux de Louisiane, du Mississippi, de l'Alabama ou de l'Arkansas. En Louisiane, Jack Helms, un grand sorcier du Ku Klux Klan, siégea au conseils de révision de 1957 à 1966. En 1966, 1,3 % des membres des conseils de révision étaient afro-américains. En 1970, le nombre est passé de 230 à 1 265, bien que cela ne représente encore que 6,6 % de tous les membres du conseils de révision.

## Affectations

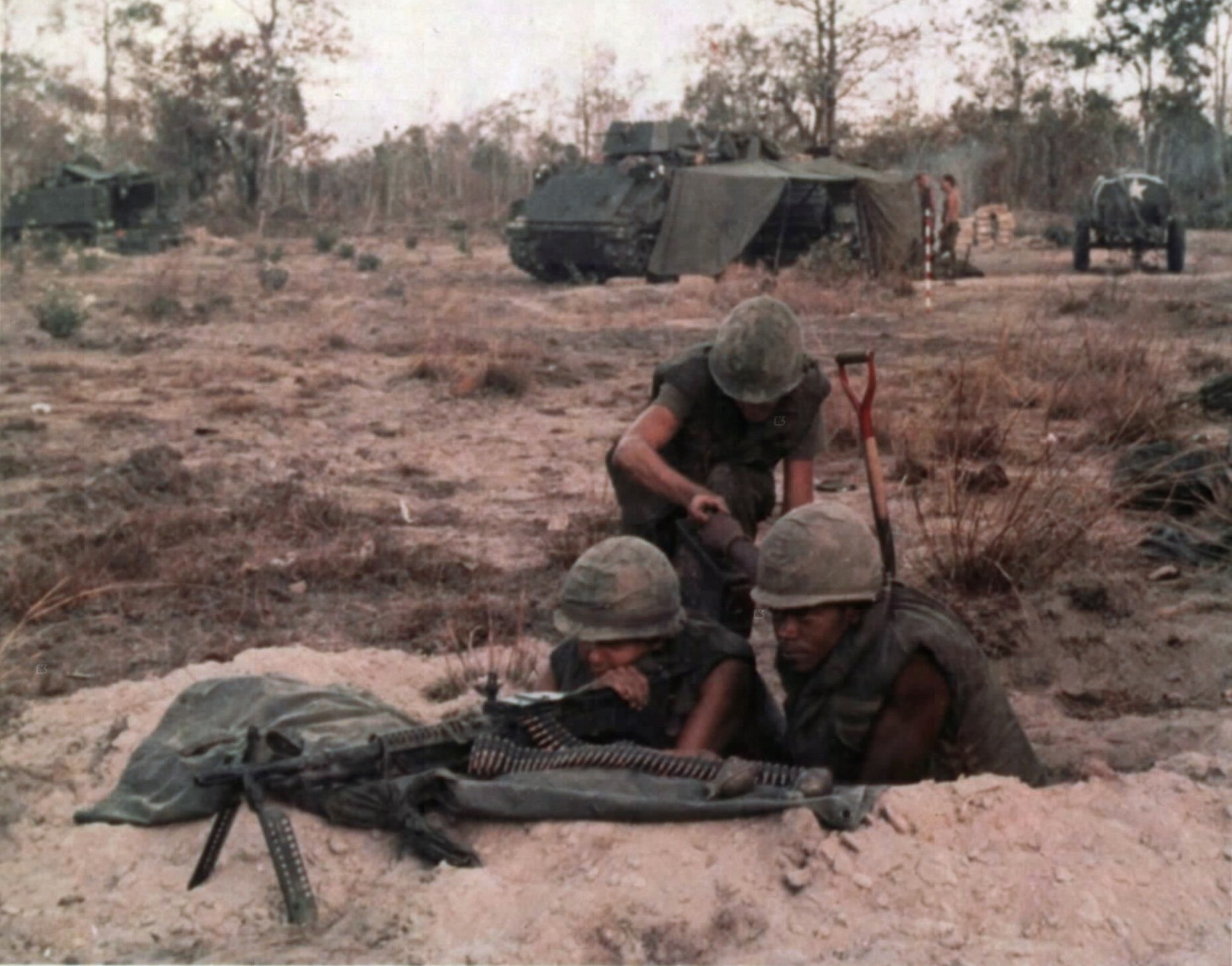
Les membres du 2e peloton, compagnie A, 1er bataillon, 50e régiment d'infanterie (mécanisé), mettent en position une mitrailleuse M-60 au cours d'une mission de recherche et destruction

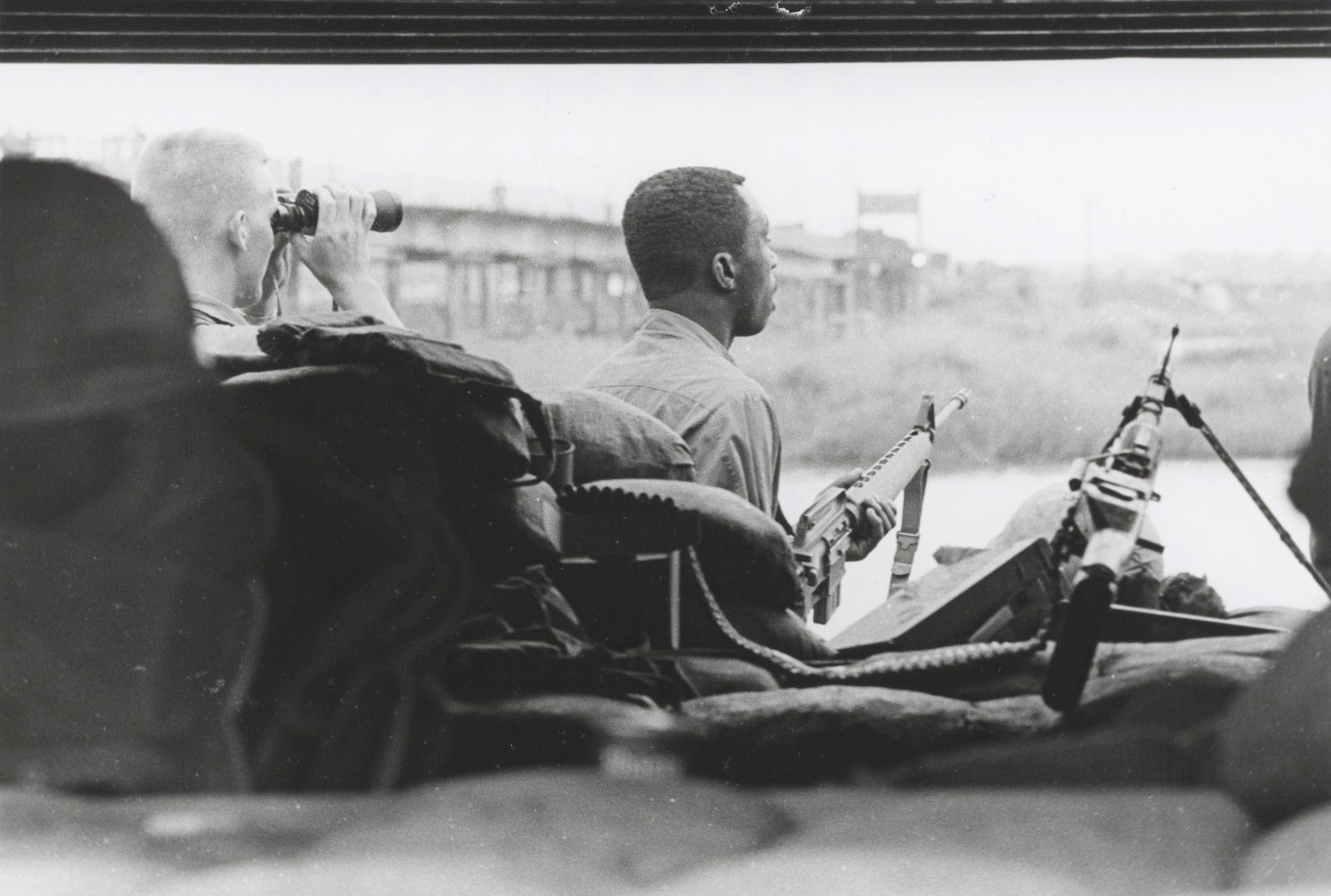
Compagnie D, 1er Bataillon de police militaire des Marines garde le pont Cam Le

Parmi toutes les branches de l'armée, les Afro-Américains représentaient 11 % de toutes les troupes. Cependant, un faible nombre d'Afro-Américains furent nommés officiers : 5 % des officiers de l'armée et 2 % dans toutes les branches. Les troupes afro-américaines étaient plus susceptibles d'être affectées à des unités de combat : 23 % de ces troupes au Vietnam étaient noires. Le racisme à l'encontre des Afro-Américains était particulièrement prononcé dans la Marine. Seuls 5 % des marins étaient afro-américains en 1971 et moins de 1 % des officiers de la marine étaient afro-américains.

### Discrimination
Le racisme manifeste était typique dans les bases américaines du Vietnam. Après l'assassinat de Martin Luther King Jr., certaines troupes blanches de la base de Cam Ranh portèrent des robes du Ku Klux Klan, défilèrent autour de la base, et édifièrent une croix enflammée. En écho, la base aérienne de Da Nang a battu le pavillon confédéré pendant trois jours,. Des drapeaux et des symboles confédérés étaient couramment peints sur des jeeps, des chars et des hélicoptères ; les graffitis de la salle de bain proclamaient que les Afro-Américains, et non les Vietnamiens, étaient le véritable ennemi. Les troupes afro-américaines n'étaient pas encouragées à être fières de leur identité, un soldat ayant reçu l'ordre de retirer une affiche «Black is beautiful» (Noir est beau) de son casier. Les publications et les discours sur l'identité des Afro-Américains étaient limités, certains commandants interdisant l'écoute des discours de Malcolm X ou la lecture du journal The Black Panther.
La culture et les coutumes afro-américaines n'étaient pas non plus initialement reconnues sur les bases. Les troupes afro-américaines n'avaient pas accès aux produits de soins pour leurs cheveux, aux cassettes de musique soul, ni aux livres ou magazines sur la culture et l'histoire afro-américaines. Au lieu de cela, le réseau de radio des forces armées diffusait principalement de la musique country. Les coiffeurs militaires n'avaient souvent aucune expérience sur la coupe de cheveux noirs et n'avaient reçu aucune formation officielle sur la façon de le faire.
Les Forces Armées prirent des mesures pour que les troupes afro-américaines se sentent plus incluses, notamment en ajoutant de la musique plus diverse dans les juke-box, en embauchant des groupes et des danseurs afro-américains pour des événements divers et en faisant venir des artistes afro-américains pour jouer, tels que James Brown, Miss Black America (en) et Miss Black Utah. Les magasins des bases militaires ont commencé à stocker des produits de soins capillaires noirs et des vêtements comme des dashikis, tandis que des livres sur la culture et l'histoire des Afro-Américains furent ajoutés aux bibliothèques des bases. En 1973, les coiffeurs militaires furent formés pour couper les cheveux noirs. Un bon nombre de ces changements furent mis en place vers la fin de la guerre lorsque le nombre de militaires était considérablement réduit, ce qui signifie qu'une majorité de troupes afro-américaines qui ont servi pendant la guerre du Vietnam n'ont pas pu bénéficier de ces réformes.

### Résistance interne
Les tensions raciales créèrent des conflits internes, amenant parfois les soldats noirs à refuser de se battre. Un exemple de ce type d'incidents se produit près de la vallée d'A Sầu (en) où quinze soldats afro-américains refusèrent de se présenter pour une patrouille de combat le lendemain d'une dispute. Près de 200 soldats noirs emprisonnés à la prison militaire de Long Bình déclenchèrent une grève du travail pendant plus d'un mois après une émeute. Dans un autre incident, une émeute raciale s'est produite sur l'USS Kitty Hawk (en), car le navire fut contraint d'annuler son voyage de retour et de retourner au Vietnam. Des marins noirs et blancs se battirent avec des chaînes et des tuyaux, entraînant l'arrestation de vingt-cinq marins noirs, mais aucun blanc. Sur l'USS Constellation, des marins afro-américains se sont organisés pour enquêter sur l'application de sanctions non judiciaires parmi les marins blancs et noirs. Six des organisateurs finirent leur service avec des primes minimums et des rumeurs selon lesquelles jusqu'à 200marins afro-américains recevraient la même peine circulaient. Le 3 novembre 1972, environ 100 marins noirs et quelques marins blancs organisèrent un sit-in sur le pont du navire. Beaucoup de dissidents furent réaffectés, et quelques-uns réformés de leurs obligations militaires.
Plusieurs troupes noires ont déserté leurs postes. Quelques-uns furent introduites clandestinement par l'URSS en Suède, tandis que jusqu'à 100 vivaient dans une région de Saïgon connue sous le nom de Soul Alley.

### Solidarité
Les mouvements de solidarité de l'identité noire au sein des troupes de guerre du Vietnam augmentèrent au fil du temps, les troupes noires se faisant appeler « Bloods » (Sangs). Ils se distinguèrent en portant des gants et des amulettes noirs, ainsi que des bracelets en lacets de bottes. Les poignées de main "Dap", ou poignées de main ritualisées complexes, sont originaires des troupes noires de la guerre du Vietnam. Le Dap variait selon les unités. Les troupes noires et les officiers se reconnaissent en public avec le salut Black Power, le poing levé.
Le Front de Libération des Noirs des Forces Armées était un groupe de solidarité noir formé par Eddie Burney. En 1971, Burney et d'autres troupes noires stationnées au Vietnam organisèrent une manifestation en réponse à l'assassinat de Martin Luther King Jr. Au sein de l'US Air Force, au moins vingt-cinq groupes de solidarité noirs s'étaient formés en 1970, dont beaucoup étaient basés aux États-Unis. Un autre groupe se forma sur l'USS Constellation, connu sous le nom de The Black Fraction. Les autres groupes qui se sont formés comprenaient Blacks In Action, Unsatisfied Black Soldier (soldat noir insatisfait), Ju Jus et Mau Maus, tous étaient semi- militants.

## Sanctions et taux de victimes

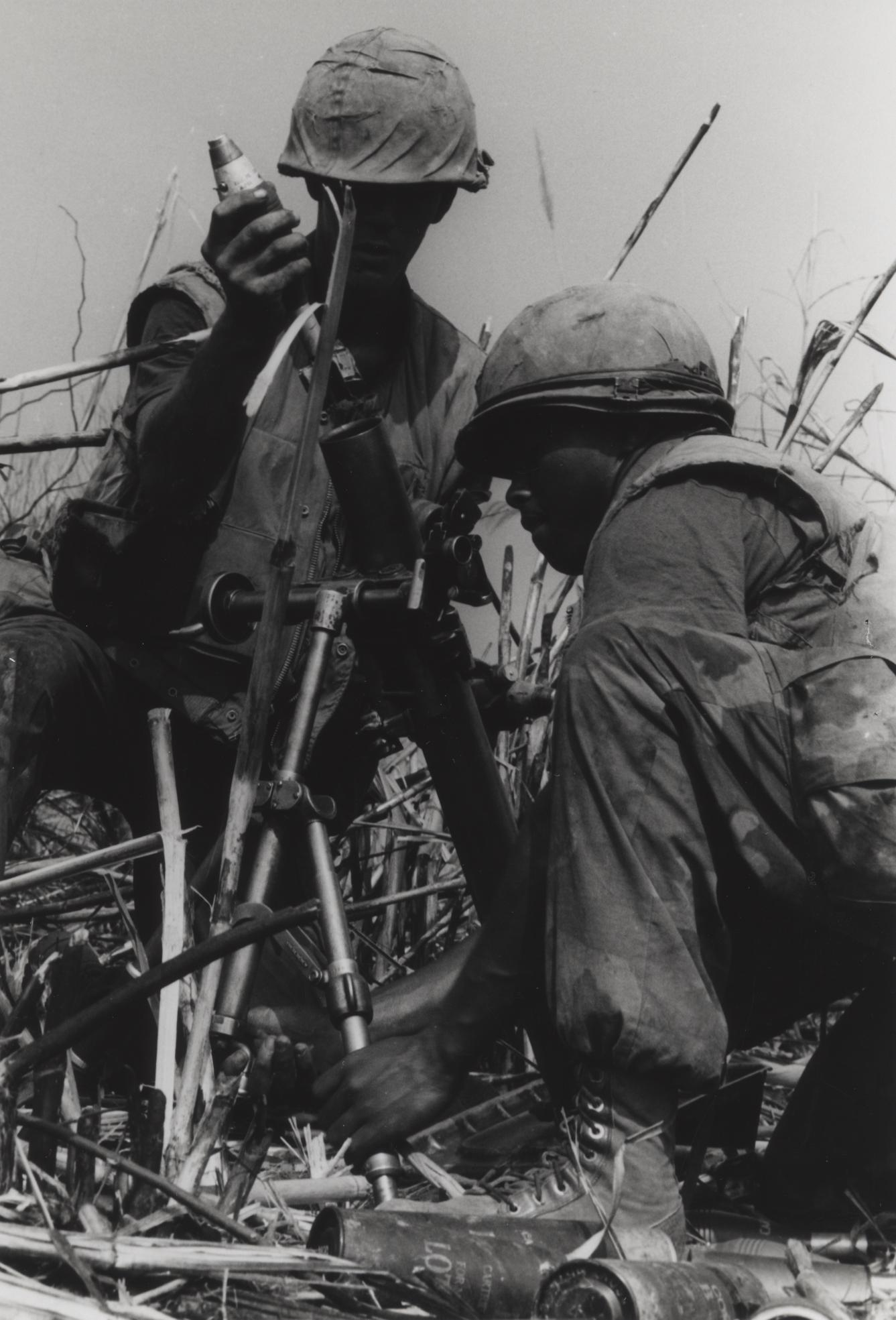
Marines tirant des obus de mortier

Les troupes afro-américaines étaient sanctionnées plus sévèrement et plus fréquemment que les troupes blanches. En effet, une étude du département de la Défense des États-Unis publiée en 1972 révéla que les troupes afro-américaines constituaient 34,3 % des cas de cours martiales, 25,5 % des sanctions non judiciaires et 58 % des prisonniers de la prison militaire de Long Binh Post (en). Ce rapport remarque qu' « Aucun commandement ou installation... n'est entièrement exempt des effets de la discrimination systématique contre les militaires des minorités ». Les troupes afro-américaines étaient également presque deux fois plus susceptibles que les troupes blanches de recevoir une réforme punitive.
Pendant la guerre du Viêt Nam, les troupes afro-américaines ont initialement un taux de victimes beaucoup plus élevé que les autres ethnies, bien que celui-ci ait quelque peu diminué tout au long du conflit. En 1965, près d'un quart des soldats blessés étaient afro-américains. En 1967, il était tombé à 12,7 %. Au total, 7 243 Afro-Américains sont morts pendant la guerre du Viêt Nam, ce qui représente 12,4 % du total des victimes.

## Après la guerre
Les anciens combattants noirs de la guerre du Vietnam étaient deux fois plus susceptibles que les anciens combattants blancs de souffrir du syndrome de stress post-traumatique, leur prévalence étant de 40 %. Les raisons de la disparité de la prévalence du trouble de stress post-traumatique (TSPT) pourraient inclure la discorde sociale et raciale pendant la guerre, le racisme institutionnel au sein de l'armée et le racisme après la guerre. Les troupes afro-américaines étaient également plus susceptibles que les troupes blanches de s'identifier au peuple vietnamien en tant que groupe défavorisé et non blanc. De plus, les troupes noires étaient moins susceptibles de rationaliser la violence brutale employée contre les Vietnamiens et étaient beaucoup plus perturbées par celle-ci que les troupes blanches. Il a été suggéré que les troupes blanches étaient plus capables de déshumaniser les Vietnamiens que les troupes noires.
Les anciens combattants afro-américains étaient beaucoup moins susceptibles d'écrire des mémoires sur leurs expériences. Un article de 1997 a noté que, sur près de 400 mémoires de ce type par des participants à la guerre du Viêt Nam, sept seulement étaient des vétérans afro-américains (moins de 2 %) :
- (en-US) David Parks, GI Diary, New York, Harper & Row, Publishers, 1968, 133 p. (OCLC 925988215),
- (en-US) Samuel Vance, The Courageous and the Proud, New York, W. W. Norton & Company, 1970, 176 p. (ISBN 9780393074444, lire en ligne),
- (en-US) Terry Whitmore, Memphis, Nam, Sweden: The Story of a Black Deserter, Jackson, Mississippi, University Press of Mississippi, 1971, rééd. 1 février 1997, 212 p. (ISBN 9780878059843, lire en ligne),
- (en-US) Fenton A. Williams, Just Before the Dawn: A Doctor's Experiences in Vietnam, Exposition Press, 1er janvier 1971, 127 p. (ISBN 9780682473668),
- (en-US) James A. Daly, A Hero's Welcome: The Conscience of Sergeant James Daly Vs. the United States Army, MacMillan Publishing Company, 1975, rééd. 1 octobre 1999, 288 p. (ISBN 9780672520303),
- (en-US) Norman A. McDaniel, Yet Another Voice, Hawthorn Books, 1er janvier 1975, 114 p. (ISBN 9780801589980),

James A. Daly et Norman A. McDaniel étaient tous deux prisonniers de guerre, publiant leurs mémoires respectifs dans les deux ans suivant leur libération. Parmi les travaux respectifs de Daly et Whitmore, le professeur de littérature américaine contemporaine  Jeph Loeb a écrit : « ... leur qualité globale, leur perspective et leur degré d'auto-réflexion auraient dû, à mon avis, leur faire depuis longtemps une place parmi les meilleurs livres sur le Vietnam par des vétérans, blancs ou noirs, ainsi que de les avoir fermement installés parmi les œuvres autobiographiques afro-américaines contemporaines. Le triste fait est, cependant, que non seulement ces livres sont à peine mentionnés dans les ouvrages critiques, mais que les deux ont été autorisés à être en rupture de stock, bien que Whitmore ait récemment été réédité ».

## Décorations et reconnaissance
Des recherches ont été effectuées pour savoir si les troupes noires étaient moins susceptibles d'être nommées pour une médaille d'honneur (medal of honor) que les troupes blanches. Sur 3 500 récipiendaires, seuls 92 étaient Afro-Américains. En 2019, le plus récent récipiendaire Afro-Américain de la médaille d'honneur au titre de la guerre du Vietnam était John L. Canley (en), qui reçut sa médaille en 2018. Vingt-deux hommes noirs ont reçu la médaille d'honneur pour leurs actions au cours de la guerre du Viêt Nam :
- Webster Anderson
- Eugene Ashley Jr., mort au combat
- William Maud Bryant, mort au combat
- Lawrence Joel
- Dwight H. Johnson
- Garfield M. Langhorn, mort au combat
- Matthew Leonard, mort au combat
- Donald Russell Long, mort au combat
- Melvin Morris
- Milton L. Olive III, mort au combat ; premier récipiendaire Afro-Américain de la Medal of Honor pendant la guerre du Viêt Nam
- Riley Pitts, mort au combat
- Charles C. Rogers
- Ruppert L. Sargent, mort au combat
- Clarence E. Sasser
- Clifford Chester Sims, mort au combat
- John E. Warren Jr., mort au combat
- James Anderson Jr., mort au combat
- Oscar P. Austin, mort au combat
- John L. Canley
- Rodney Maxwell Davis, mort au combat
- Robert H. Jenkins Jr., mort au combat
- Ralph H. Johnson, mort au combat

## Voir également